# 原大悟
原 大悟（はら だいご、1988年8月3日 - ）は、日本のフリーアナウンサー、スポーツコメンテーター。本名同じ。
元お笑い芸人。 フットメディア所属。
父は元サッカー日本代表で公益社団法人日本プロサッカーリーグ（Jリーグ）元副理事長、現在は大宮アルディージャのフットボール本部長を務める原博実。

## 来歴
父親にサッカーを強制されたことはないが、父から「小さい時にはこれくらいのことをやっていた」と言われ影響を受けたこともあり、小学校3年からサッカーを始める。関前SC、横河武蔵野JSCを経て東京都立国分寺高等学校ではサッカーに打ち込み（ポジションはDF）プロを目指して、「関東大学サッカーリーグ戦に所属しセレクションのない学校」「プロになれなかったら部活の監督になれるように教員免許が取れる大学」という理由で東京学芸大学教育学部に進みサッカー部に入部するが、周囲のレベルの高さに負けて4か月で退部してしまう。
サッカー選手・指導者としての道を諦めることになり次の道を探す中で「友達を盛り上げるのが好きで得意」という理由で、父の反対を押し切ってお笑い芸人の道を目指す。中学時代の友人を誘って2008年・2009年のM-1グランプリにも出場するが惨敗、それでも諦めきれずに、大学4年の時にアルバイトで貯めたお金でワタナベコメディスクール (WCS) に12期生として入る（WCSの同期にはハナコやクマムシがいる）。卒業時のワタナベエンターテインメントへのオーディションに落ち、2011年9月にWCSの同期であった関根和亮とコンビを組んで「ベイビー」のコンビ名でよしもとクリエイティブエージェンシー（東京）に所属する。その後、自分の来歴を売りにした「サッカー芸人」として活動し、コンビ名も当時の日本代表監督・アルベルト・ザッケローニの了承を得て「ザッケルゥ～ニィ」に改め、サッカー関連のイベント等を中心に活動するが、サッカー推しのネタでドラ息子キャラとして売りたい原と純粋なお笑いのネタで勝負したい相方（元々サッカーにはあまり興味がなかったという）との方向性の差が顕著になり、2012年にコンビを解散する。その後はピン芸人「ザッケルゥ～ニィ原」として活動を続け、R-1グランプリにも出場するが芳しい成績は残せず、自身のお笑いに対する才能のなさを実感する中、ワッキー（ペナルティ）の番組に呼ばれた際のサッカー談義を機にサッカーの持つコンテンツ力を再認識し、改めてサッカーに関わる仕事をしたいと思うようになり、2013年に芸人を辞め吉本を退社する。
父に「お前はバカか」と一喝されながらも、父の紹介でサッカーに関わるメディア関係の仕事を探す中で、局アナ出身以外の人材がおり、若手の人材が求められていた「サッカー実況」へのモチベーションを高め、父を通じて4人のサッカー実況者の連絡先を教えてもらう。その中の一人である西岡明彦から「“原博実の息子”という肩書は、10年、20年武器になる」と前向きな返事をもらったのを機に2013年から西岡の運営するマネジメント会社・ フットメディアでアルバイトを始める。西岡から実況の手ほどきを1から教えてもらい、2014年にはDJジャンボこと中村義昭の紹介でY.S.C.C.横浜のスタジアムDJの職を紹介してもらったのを期に正式にフットメディアと契約。2016年からは本格的にサッカーを始めとするスポーツ実況に携わっている。

## 挿話
- FC東京サポーターの植田朝日が主宰する劇団コラソンで役者として活動していた時期がある[1]。
- 芸人を辞めた後の2014年に結婚しており[5]、2子の父親。
- フットメディアでの修業時代には教員免許を生かして小学校の時間講師（臨時的採用教員）で収入を補っていた[1]。
- 記録的な点差となった2019年J2最終節 柏対京都のDAZNでの中継実況を担当したが、原自身はこの時の柏レイソルと京都サンガF.C.の戦いぶりについて、「京都が情けない試合をしたわけじゃない」「シュート数は24対16、13失点したチームのシュート数ではない」「（柏の）点を取っていない選手や交代選手がモチベーション高く戦い続け、これでもか、これでもかとゴールを狙い続けた（結果によるもの）」と自身のブログに記している[6]。

## 担当番組等
- サッカー中継実況（FOX SPORTS ジャパン、J SPORTS、DAZN、AbemaTV）
- F.C. TOKYO COLORS（TOKYO MX）
- Foot!（J SPORTS） - 2020年にワッキーの代理としてレギュラー出演
- スタジアムDJ
  - Y.S.C.C.横浜（2014年3月 - 2015年12月）
  - 立川・府中アスレティックFC（2014年6月 - ）
  - FC東京U-23（2016年3月 - 2019年12月）